# Barry White Sings for Someone You Love
Albums de Barry White
Is This Whatcha Wont?
(1976) The Man
(1978)
Barry White Sings for Someone You Love est un album de Barry White sorti en 1977.

## Liste des titres
| No | Titre                                     | Durée |
| -- | ----------------------------------------- | ----- |
| 1. | Playing Your Game, Baby                   | 7:12  |
| 2. | It's Ecstasy When You Lay Down Next to Me | 6:59  |
| 3. | You're So Good You're Bad                 | 6:06  |
| 4. | Never Thought I'd Fall in Love With You   | 4:48  |
| 5. | You Turned My Whole World Around          | 7:47  |
| 6. | Oh What a Night for Dancing               | 3:55  |
| 7. | Of All The Guys In the World              | 4:00  |